# ترامپچین بی
ترامپچین بی (به لاتین: Trąbczyn B) یک روستا در لهستان است که در Gmina Zagórów واقع شده‌است.

## خصوصیات
ترامپچین بی ۵۴ نفر جمعیت دارد.